# ホーエンローエ線
ホーエンローエ線（ホーエンローエせん。ドイツ語: Hohenlohebahn）は、バーデン・ヴュルテンベルク州クライルスハイムとエッピンゲン近郊のバーデンとヴュルテンベルク間の旧国境を結ぶ複線の幹線鉄道である。この路線はヴュルテンベルク王立鉄道の時代にはコッハー鉄道（Kocherbahn）と呼ばれた。

## 歴史

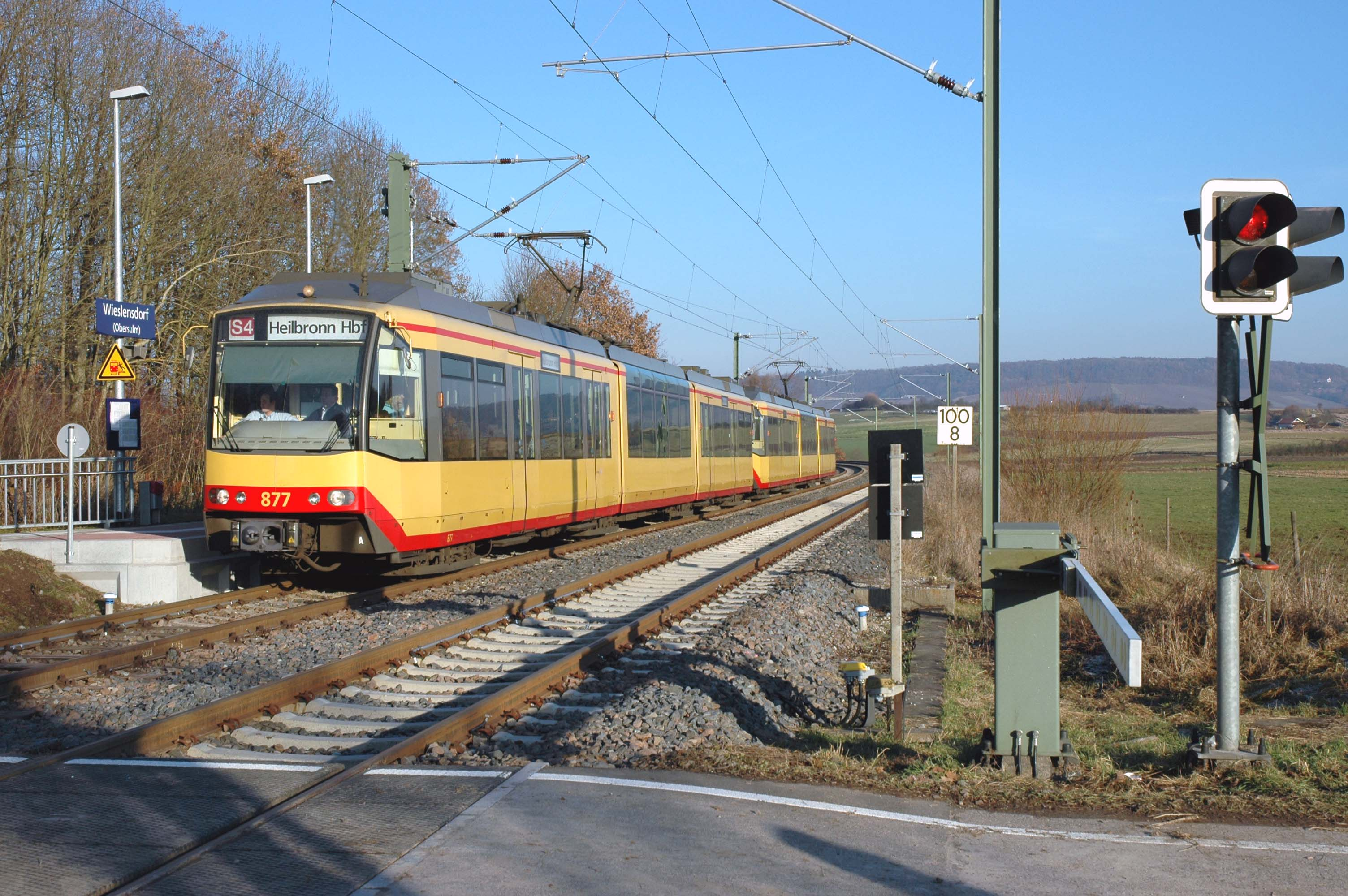
ヴィースレンスドルフ駅で停車する地域電車

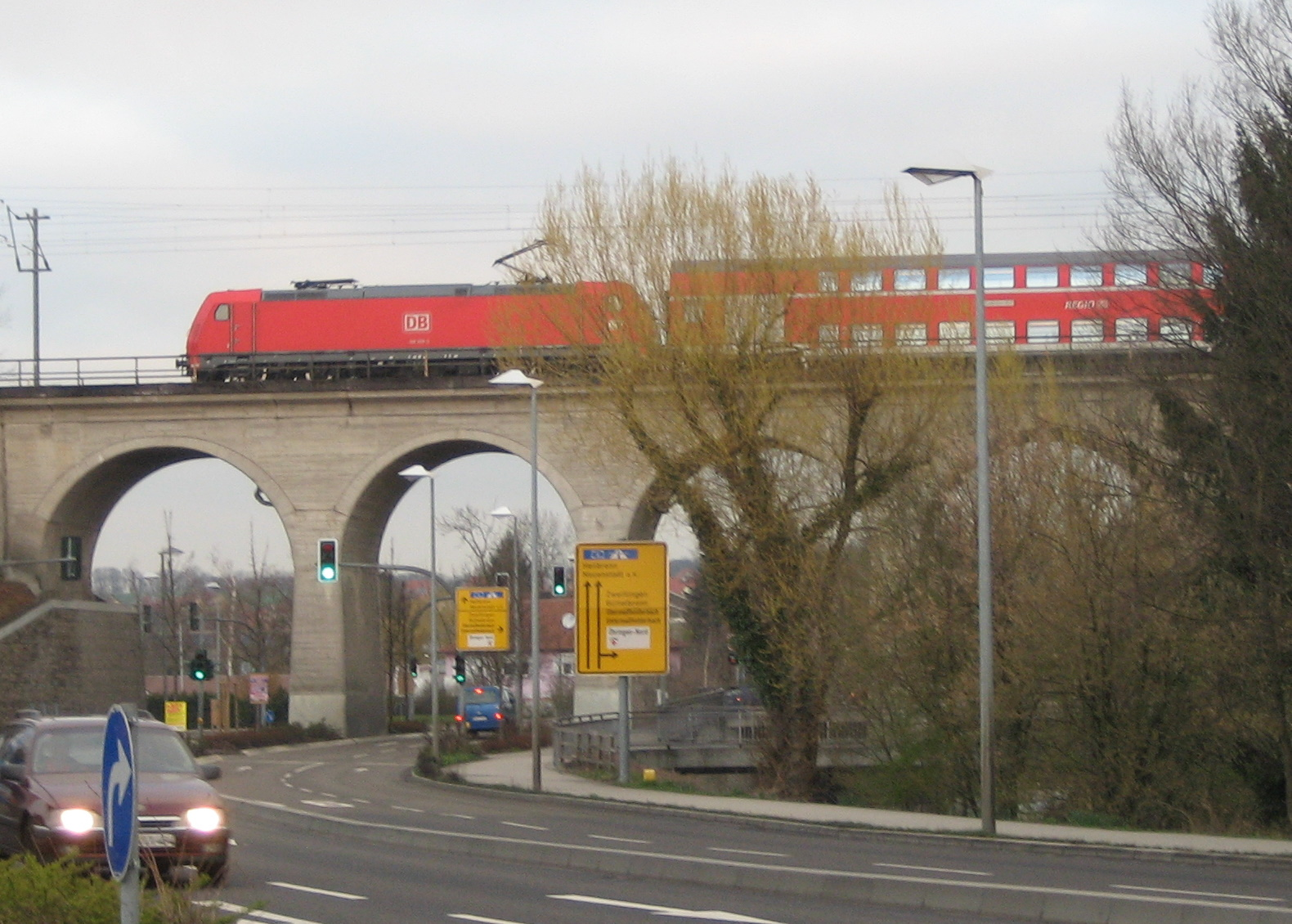
エーリンゲン高架橋を通過する快速列車

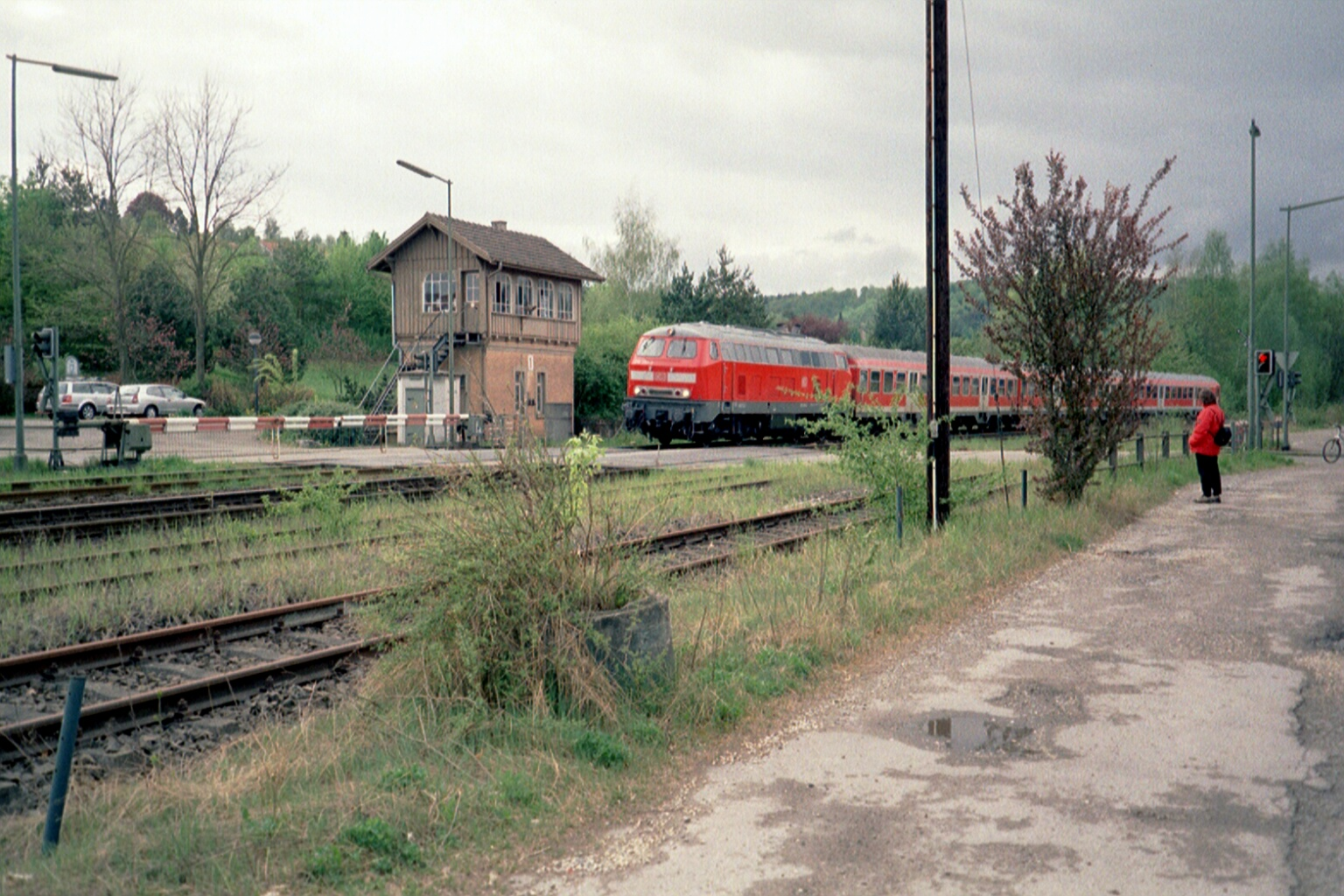
電化以前のヴァインスベルクの踏切（2003年）

### ヴュルテンベルク王立鉄道
1857年2月と3月に、クレイルスハイム、ハイルブロン、キュンツェルスアウ、ヴァインスベルクの住民は国王とヴュルテンベルク国会に鉄道連結を請願した。同年4月ヴュルテンベルク下院（Württembergische Abgeordnetenkammer）はハイルブロン - クライルスハイム - ニュルンベルク区間の鉄道建設を推奨した。1858年5月国会はヴァインスベルク、オェーリンゲンを経由しクライルスハイムに至る路線案に賛成した。この方案はヴァインスベルク地方会議及びズルム川辺の人々により提案されたが、路線が三つの候補路線の中で最も長かった。また、ハイルブロン - ヴァインスベルク区間には長さ891 mのヴァインベルクトンネルの建設が必要であった。この路線案の関連費用がはるかに高いものの、ヴァインスベルクを含むズ全てのルム川辺の主要場所が互いに連結できる利点があった。
ハイルブロン - シュヴェービッシュ・ハル間は1862年8月4日に、シュヴェービッシュ・ハル - クライルスハイム間は1867年12月10日にそれぞれに開業された。1873年12月29日バーデンとヴュルテンベルクの間に条約が締結されて、ヴュルテンベルクがハイルブロン - エッピンゲン区間を建設するべしであった。その条約にはネッカー谷線とキンツィヒ谷線の連結も規定された。1878年10月10日にヴュルテンベルク王立鉄道はハイルブロン - シュヴァイゲルン区間を既に開通した。シュテッテン - エッピンゲン区間についてヴュルテンベルク政府はより短いシュテプバッハの経路を希望したが、バーデン政府はゲミンゲンの経路を強く要求した。1880年8月7日にシュヴァイゲルン - エッピンゲン区間が開業された。この路線の企画及び建設について、ヴュルテンベルク側にカール・ユリウス・アーベル（Carl Julius Abel, 1818~1883）が、バーデン側にマクス・ベッカー（Max Becker, 1817~1884）が、監督職を務めた。
1879年、ムル谷線は、シュヴェービッシュホール駅ではなく、当時隣接していたヘッセンタールの町でコこの路線に接続された。シュトゥットガルトへの旅行の場合、ヘッセンタール経由が必要だったので、これはシュヴェービッシュ・ハル市にとって不利であった。ヘッセンタール駅は市内中心部から4 km離れているが、結果的にシュヴェービッシュホール駅よりも重要となった。
この路線は中部ドイツの軍事戦略鉄道の一部となって、1887年から1890年まで複線化工事がクライルスハイム - ハイルブロン区間で行われた。平時にはこの路線の重要度が相対的に低かったものの、1906年に効果列車であった「パリ＝カールロヴィ・ヴァリ急行列車」がこの路線に導入された。しかしこの遠距離列車は第一次世界大戦の勃発で廃止された。

### ドイツ連邦鉄道
1976年ドイツ連邦鉄道がシュタインスフルト - エッピンゲン線の廃止を計画した時に、エッピンゲン - ハイルブロン区間の相当な部分が単線となった。
1985年ドイツ連邦交通計画（Bundesverkehrswegeplan 1985）によりクライルスハイム - シュヴェービッシュ・ハル・ヘッセンタール区間はニュルンベルク - シュトゥットガルト間で改修区間の一部となった。プロジェクトの一部として、走行速度を200 km/hに向上するために線形改善及び信号機改良が計画された。1992年ドイツ連邦交通計画にはこの計画が継承されなかった。

### ドイツ鉄道
1999年9月26日エッピンゲン - ハイルブロン区間にカールスルーエ地域電車（Karlsruhe Stadtbahn）のS4系統が導入された。2000年11月5日に二番目の線路がボェキンゲン職業学校 - ハイルブロン区間で設置された。2005年12月以来、ハイルブロン地域電車（Heilbronn Stadtbahn）はカールスルーエ地域電車（Karlsruhe Stadtbahn）のS4系統としてこの路線を経由してオェーリンゲン・カッペル駅まで走行している。
エッピンゲン - オェーリンゲン・カッペル間には地域電車運行のために電力設備が備えられて、八つの駅が新設された。 ドイツ鉄道の資料によると、この作業をより低い費用で実施するために、エーリンゲンとハイルブロンの間の路線全体が2003年6月から2005年12月まで封鎖され、バスがその区間で代わりに運行された。その結果、400万ユーロの支出を回避することができたと言う。しかしこの措置にもかかわらず、計画外の追加費用は発生して線路の再構築がたびたびに不可避であった。
2022年12月にS4系統の急行列車はDBレギオの快速列車に置き換えられ、新型電車はハイルブロン - エッピンゲン間に投入された。

## 運行形態

### 旅客運送
クライルスハイム - ヴァカースホーフェン間の運賃システムはシュヴァービッシュ・ハル郡内交通（Kreisverkehr Schwäbisch Hall）により管理されている。ヴァルデンブルク - エッピンゲン間の運賃システムはハイルブロン運輸連合の適用区間である。
- 快速列車（RE 45）: ハイルブロン - シュヴァイゲルン - シュテッテン（ホイヒェルベルク） - ゲミンゲン - エッピンゲン - ブレッテン - カールスルーエ。60分間隔。使用車両はDB1440形電車[11]。
- 快速列車（RE 80）: ハイルブロン - ヴァインスベルク - オェーリンゲン - ヴァルデンブルク - シュヴェービッシュ・ハル - シュヴェービッシュ・ハル・ヘッセンタール - クライルスハイム。120分間隔。使用車両はDB642形ディーゼル動車。
- 快速列車（RE 90）: シュトゥットガルト - ヴァイブリンゲン - バックナング - シュヴェービッシュ・ハル・ヘッセンタール - クライルスハイム - アンスバッハ - ニュルンベルク。120分間隔。
- 普通列車（RB 83）: （ハイルブロン - ヴァインスベルク -）オェーリンゲン - ヴァルデンブルク - シュヴェービッシュ・ハル - シュヴェービッシュ・ハル・ヘッセンタール。120分間隔。使用車両はRE80と同じ。
- 地域電車（S 4）: カールスルーエ・アルプタール駅 - カールスルーエ中央駅広場 - グロェッツィンゲン - ブレッテン - エッピンゲン - ゲミンゲン - シュテッテン（ホイヒェルベルク） - シュヴァイゲルン - ラインガルテン - ハイルブロン・ヴィリー・ブラント広場 - ハイルブロン・ハーモニー - ハイルブロン・トラッペン湖 - ヴァインスベルク - エシェナウ - オェーリンゲン - オェーリンゲン・カッペル。15分/30分間隔。使用車両はGT8-100CおよびGT8-100D[11]。

### 貨物運送
2005年12月から2012年までオェーリンゲンの金属包装製造者であるフーバーの工場とハイルブロン操車場間で貨物列車が毎日運行されていた。さらに、ニュルンベルクとコルンヴェストハイム操車場を往復する貨物列車はクライルスハイム - ヘッセンタール区間で運行されている。